# Krasnovichersk
Krasnovichersk (en russe : Красновишерск) est une ville du kraï de Perm, en Russie. Sa population s'élevait 16 592 habitants en 2013.

## Géographie
Krasnovichersk est située sur le versant occidental de l'Oural, à 315 km au nord de Perm. Elle est arrosée par la rivière Vichera.

## Histoire
À l'emplacement de la ville actuelle, dans le village de Vijaïkha (en russe : Вижаиха), est construite en 1894-1897 l'usine sidérurgique à capitaux franco-russes Volga-Vichera. Une usine de cellulose y est implantée en 1929.
En 1926, un camp pour les prisonniers politiques est établi à Krasnovichersk, d'abord comme une extension du camp Sovetski, puis comme centre du Vicherlag dans le système de camps de travail du Goulag. L'écrivain Varlam Chalamov est emprisonné dans ce camp de 1929 à 1931. En juin 2007, un monument est érigé à Krasnovichersk à la mémoire de Varlam Chalamov, site de son premier camp de travail.

## Population
Recensements (*) ou estimations de la population
| 1939*  | 1959*  | 1970*  | 1979*  | 1989*  |
| ------ | ------ | ------ | ------ | ------ |
| 15 027 | 15 207 | 14 944 | 15 917 | 18 652 |

| 2002*  | 2010*  | 2012   | 2013   | - |
| ------ | ------ | ------ | ------ | - |
| 18 260 | 16 099 | 16 111 | 16 592 | - |

## Économie
Les principales entreprises de Krasnovichersk :
- TOO Priisk Ouralalmaz (ТОО "Прииск 'Уралалмаз'") : métaux précieux, etc.
- OAP Vicheraboumprom (ОАО "Вишерабумпром") : pâte et papier.